# For Monkeys
Albums de Millencolin
Life on a plate The Melancholy Collection
For Monkeys est le troisième album du groupe de skate punk mélodique suédois Millencolin. Il est sorti en 1997.

## Liste des titres
1. Puzzle - 2:38
2. Lozin' Must - 2:12
3. Random I Am - 2:40
4. Boring Planet - 2:07
5. Monkey Boogie - 2:26
6. Twenty-Two - 2:55
7. Black Gold - 2:30
8. Trendy Winds - 2:45
9. Otis - 2:51
10. Lights Out - 2:30
11. Entrance at Rudebrook - 2:14
12. Low Life - 2:39